# Jon Anderson
John Roy (Jon) Anderson (Accrington, 25 de outubro de 1944) é um cantor, músico multi-instrumentista, compositor e poeta britânico. Mais conhecido por seu trabalho como vocalista da banda de rock progressivo Yes de 1968 a 2008, Anderson também possui uma extensa carreira solo, tendo gravado vários álbuns desde 1975. Chegou a colaborar com diversos músicos e bandas, como o grego Vangelis, através do projeto Jon & Vangelis, o King Crimson, o brasileiro Milton Nascimento, o japonês Kitaro e o também inglês Mike Oldfield. Em 2017, entrou para o Rock and Roll Hall of Fame como membro do Yes.

## Yes, início da carreira solo e colaboração com Vangelis
Anderson fundou o grupo de rock progressivo Yes em 1968 juntamente com o baixista Chris Squire. Ele foi o vocalista e principal compositor da banda, também tocando violão e percussão em alguns álbuns, do início até 1979, quando se retirou do conjunto alegando que os outros membros tinham perdido credibilidade em suas composições e que a banda estava sendo pressionada pela gravadora a produzir músicas de sucesso. Enquanto Squire e os outros membros continuaram com o grupo no ano seguinte, substituindo Anderson por Trevor Horn (ex-The Buggles), Jon gravou seu segundo álbum solo, "Song of Seven", e depois se juntou ao músico grego Vangelis, que tinha conhecido em 1974 nas audições para o álbum Relayer, a fim de gravar composições feitas pelos dois, que compartilhavam um gosto musical e uma abordagem à música muito semelhantes. A dupla gravou 3 álbuns durante o curto período de 4 anos, tempo suficiente para que Jon lançasse também seu terceiro álbum solo, "Animation". Logo depois do lançamento do terceiro disco da dupla, Jon envolveu-se novamente com o Yes no 90125. 

## Volta ao Yes e continuação da carreira solo
Em 1983, a banda ressurgira, após pouco mais de um ano de recesso seguindo o lançamento do álbum Drama. A nova configuração da banda incluía agora o novo guitarrista e vocalista Trevor Rabin, com quem Jon teve que dividir os vocais, e também marcou a volta do primeiro tecladista, Tony Kaye, que havia deixado o grupo em 1971. Com essa formação, gravaram mais um álbum na década de 80, 4 anos mais tarde (tempo durante o qual Jon lançou seu quarto trabalho de estúdio, "3 Ships"). Após o lançamento de Big Generator em 1987, Anderson resolveu se dedicar mais à sua carreira solo e deixou o grupo novamente. 

## ABWH, segunda volta ao Yes, Union e outros projetos
1988 viu o lançamento de seu quinto disco, "In The City of Angels", após o qual ele teve a ideia de se reunir com seus antigos ex-companheiros de Yes Bill Bruford, Rick Wakeman e Steve Howe, todos fora do Yes havia algum tempo e trabalhando em projetos solo. O novo grupo chamar-se-ia justamente Yes, uma vez que Anderson considerava essa a real base da banda; porém, por motivos legais, a banda foi impedida de adotá-lo: o nome "Yes" pertencia a Jon Anderson, Chris Squire e Alan White na época, sendo que os dois últimos ainda o utilizavam juntamente a Kaye e Rabin. Jon sugeriu então "The Affirmative" (O Afirmativo), em alusão ao próprio Yes, mas o nome foi rejeitado. Em um determinado momento, foi sugerido até "No", em oposição ao outro conjunto. Finalmente, decidiram-se pelos próprios sobrenomes dos integrantes: Anderson, Bruford, Wakeman, Howe (geralmente abreviado para ABWH). Gravaram um disco lançado em 1989, sendo muito bem recebido pela crítica. No ano seguinte, um segundo álbum já estava sendo preparado, quando a gravadora Arista (que na época gravava os dois conjuntos) sugeriu uma "união" entre os dois lados da "mesma banda". Isso, de fato, aconteceu: o ABWH se fundiu com o Yes, contando com a super-linha de músicos Anderson, Bruford, Wakeman, Howe, Squire, White, Kaye e Rabin. Com o Yes reformulado em 1991, os integrantes entraram no estúdio e gravaram o álbum (propriamente intitulado) Union, que continha parte do material que vinha sendo desenvolvido pelo ABWH no ano anterior. No mesmo ano e no ano seguinte, o grupo saiu em turnê com a super-formação por diversos países, mas isso não durou muito: em 1992, os três membros do ABWH Bruford, Wakeman e Howe partiram, o que deixou o Yes com exatamente a mesma formação dos anos 80. Assim, a banda entrou no estúdio com essa linha de músicos pela última vez para gravar Talk, em 1994 (ano que coincidiu com o lançamento de mais dois trabalhos solo de Jon, "Deseo" e "Change We Must"). O álbum recebeu críticas negativas por parte dos especialistas e também desagradou aos membros da banda, que citaram o maior problema como sendo o domínio e a interferência de Trevor Rabin, que compôs todas as músicas do álbum (algumas em parceria) e o produziu sozinho. Logo após, em 1995, Kaye e Rabin partiram, o último alegando querer se concentrar em sua carreira solo e em trilhas sonoras. Para a alegria dos fãs, Rick Wakeman e Steve Howe concordaram em voltar para o grupo, gravando, em 1996, o álbum Keys to Ascencion e, em 1997, a continuação Keys to Ascencion 2, ambos contando com a participação do músico Billy Sherwood, que já havia trabalhado com eles em "Union" como músico de apoio. Após o lançamento do segundo volume de "Keys", Wakeman mais uma vez sai da banda e Billy Sherwood assume seu lugar oficialmente, gravando com o grupo o álbum Open Your Eyes, de 1997, mesmo ano em que Jon aproveitou para lançar mais dois trabalhos: "The Mother Ring" e "Earth, Mother Earth". Como o último trabalho do grupo não havia sido muito bem recebido e eles não estavam muito atarefados, Anderson teve mais uma oportunidade de gravar material solo: "The More You Know", de 1998. Anderson também colaborou com multi-instrumentista japonês Kitaro.

## The Ladder, Magnification e o hiato
Em 1999, o Yes surpreendeu com o aclamado The Ladder, que, em geral, recebeu boas críticas e foi considerado um álbum "de volta às raízes" por conter músicas mais "progressivas" (uma vez que, até então, a banda tinha seguido uma linha mais Pop/Mainstream). Trilhando o mesmo caminho, gravaram Magnification, já no século XXI, mas, dessa vez, sem nenhum tecladista. Essa foi a primeira vez que o Yes se viu reduzido a 4 membros (para preencher os "espaços vazios" pela ausência de teclados/sintetizadores, uma orquestra os acompanhou em todas as músicas). Este último trabalho recebeu opiniões mornas por parte da crítica especializada e vendeu muito abaixo do esperado (apesar de atingir posições consideráveis nas paradas estadunidenses e britânicas), o que fez com que, pela primeira vez, Jon Anderson duvidasse de um futuro para o Yes, ao menos no que dizia respeito a um novo álbum de estúdio. Mesmo assim, a banda embarcou, em 2003, numa turnê especial que comemorava os 35 anos do conjunto, fazendo com que Wakeman voltasse mais uma vez (a última até a data presente). Terminada a turnê comemorativa, o grupo fez uma "pausa" em suas atividades (conhecida no mundo musical como "hiato") pela primeira vez desde 1981, quando o grupo, de fato, se dissolveu. Os membros aproveitaram esse tempo para lançar trabalhos solo, enquanto Jon aproveitou para fazer uma turnê solo intitulada "Tour of the Universe" em 2004. Em 2006, ele formou uma parceria com seu colega de longos anos Wakeman, chamada apenas "Anderson/Wakeman", na qual apresentavam material solo e também do Yes.

## Turnê dos 40 anos, problemas de saúde e afastamento
Com a chegada de 2008, a banda se reuniu (exceto Wakeman, substituído por seu filho Oliver) e concordou em fazer mais uma turnê comemorativa, dessa vez dos 40 anos de existência da banda (formada em 1968). A grande turnê mundial chamar-se-ia "Close to the Edge and Back". Contudo, por volta de 2 meses do início do grande tour, Anderson, que estava com a saúde mais frágil nos últimos anos, teve uma crise de asma e teve que ser hospitalizado. Segundo notícias divulgadas em seu site pessoal, ele chegou perto da morte diversas vezes. Com toda essa situação, Jon pediu à banda que desse um tempo com as apresentações, que seriam retomadas quando ele estivesse melhor. A turnê foi então cancelada e, por 2 meses, o futuro do grupo e das comemorações dos 40 anos ficaram incertos, até que Chris Squire tomou as rédeas da situação assumindo o papel de líder da banda. Ele convidou o cantor Benoît David, de uma banda cover canadense do Yes, para pegar o microfone e participar do projeto, que teve seu nome alterado para "In The Present Tour". No início, os shows faziam referência ao grupo como "Howe, Squire e White do Yes", uma vez que aquele não era o real grupo, mas, ao longo da turnê, eles acabaram adotando o nome Yes oficialmente. O Yes continuou com a turnê por anos, inclusive passando pelo Brasil em 2010, para finalmente lançar o mais recente trabalho de estúdio: Fly from Here, de 2011, contando com Oliver Wakeman e Geoff Downes nos teclados, Trevor Horn na produção e Benoît David nos vocais. Algum tempo depois do ataque de asma, Jon se recuperou, apesar de ter ficado com leves seqüelas, uma vez que seu sistema respiratório foi profundamente afetado. Seu alcance vocal foi consideravelmente reduzido (o que fez com que ele tivesse que descer os tons da maioria das músicas) e sua respiração tornou-se falha; todavia, ele ainda estava apto a cantar e tocar.

## A volta por cima e futuro
Em 2009, já bem de saúde, Anderson passou a fazer apresentações ao redor do globo, o que durou até a chegada da pandemia de Covid-19. Além de shows solo, também acompanhou outros músicos em diversos projetos musicais: a continuação do projeto Anderson/Wakeman de alguns anos anteriores, uma colaboração com o músico francês Jean Luc Ponty e, mais recentemente, uma nova formação do Yes com os também ex-membros Wakeman e Rabin. Quanto ao Yes original, Jon, que apenas queria se afastar por um tempo para se recuperar, foi literalmente substituído. Através de entrevistas e notas em seu site, Jon divulgou que ficou profundamente desapontado com a atitude dos membros da banda, que considerava amigos. Apesar disso, ele não só não descarta uma reunião final do grupo, como disse abertamente que aceitaria fazê-lo caso os outros membros concordassem, em especial Steve Howe.

## Discografia

### Com The Warriors
- "You Came Along" - 1964 (compacto)
- "Don't Make Me Blue" - 1964 (compacto)
- "Bolton Club 65" (também conhecido como "Warriors 65") - 1965 (mas lançado em CD décadas mais tarde)
- "Mr. Nobody Nothing" - 1967 (compacto)

### Com o Yes
- Yes - 1969
- Time and a Word - 1970
- The Yes Album - 1971
- Fragile - 1971
- Close To The Edge - 1972
- Tales from Topographic Oceans - 1973
- Relayer - 1974
- Going for the One - 1977
- Tormato - 1978
- 90125 - 1983
- Big Generator - 1987
- Union - 1991
- Talk - 1994
- Open Your Eyes - 1997
- The Ladder - 1999
- Magnification - 2001

(e ainda todas as compilações, álbuns ao vivo, VHS, DVDs e Blu-rays do grupo lançados até 2008)

### Como Jon & Vangelis
- Short Stories - 1980
- The Friends of Mr. Cairo - 1981
- Private Collection - 1983
- The Best of Jon & Vangelis - 1984
- Page of Life - 1991
- Chronicles - 1994
- Page Of Life - 1998 (versão alternativa não aprovada por Vangelis)

### Com o Anderson,Bruford,Wakeman,Howe
- Anderson Bruford Wakeman Howe - 1989
- An Evening of Yes Music Plus - 1993 (álbum ao vivo duplo)

### Como Anderson/Wakeman
- The Living Tree - 2010

### Carreira Solo
- Olias of Sunhillow - 1976
- Song of Seven - 1980
- Animation - 1982 (relançado em CD em 2006)
- 3 Ships - 1985 (relançado em CD em 2007, com faixas-bônus)
- In the City of Angels - 1988
- Deseo - 1994
- Change We Must - 1994
- Angels Embrace - 1995
- Lost Tapes of Opio - 1996 (álbum gravado em 1989/90, lançado primeiramente em 1996 através da Opio Foundation de Anderson e relançado em CD como parte de The Lost Tapes 20 CD Box-Set)
- Toltec - 1996
- The Promise Ring - 1997
- Earth Mother Earth - 1997
- The More You Know - 1998
- Survival & Other Stories - 2010

+ diversos compactos (singles) e coleções em boxes

### Participações
King Crimson: 
- Lizard - 1970 (na sub-faixa "Prince Rupert Awakes", pertencente à faixa "Lizard")

Iron Butterfly: 
- Scorching Beauty - 1975 (na faixa "Pearly Gates")

Vangelis: 
- Heaven and Hell - 1975 (vocais na faixa "So Long Ago, So Clear")
- Opéra Sauvage - 1979 (harpa em "Flamants Roses")
- See You Later - 1980 (em "Suffocation" e "See You Later")

Alan White (então companheiro de Yes):
- Ramshackled - 1976 (em "Spring Song of Inocence")

Rick Wakeman (ex-companheiro de Yes):
- 1984 (na faixa "The Hymn")

Mike Oldfield:
- Crises - 1983 (na música "In High Places")
- Shine - 1986 (lançado como compacto)

Tangerine Dream:
- Trilha sonora de Legend (em "Loved By The Sun")

Milton Nascimento:
- Angelus - 1994 (na faixa "Estrelada")

Steve Howe:
- Portraits of Bob Dylan - 1999 (na música "Sad Eyed Lady of the Lowlands")

Dream Theater:
- Systematic Chaos - 2007 (fala na faixa "Repentance")

Peter Machajdik:
- Namah - 2008 (vocais na faixa "Sadness of Flowing")

e vários outros artistas e bandas, incluindo a Orquestra Filarmônica de Londres, Toto, Kitaro, Glass Hammer, Johnny Harris, Lawrence Gowan, Jonathan Elias, Charlie Bisharat, 7th Level, Béla Fleck and the Flecktones, 4 Him, The Fellowship e Peter Machajdik.